# Геайшвайлер
Геайшвайлер (нім. Höheischweiler) — громада в Німеччині, розташована в землі Рейнланд-Пфальц. Входить до складу району Південно-Західний Пфальц. Складова частина об'єднання громад Таляйшвайлер-Вальгальбен.
Площа — 4,36 км2. Населення становить 846 ос. (станом на 31 грудня 2020).